# Route 66 (utwór)
Route 66 – utwór muzyczny, który stał się standardem rock and rollowym, skomponowany i napisany przez amerykańskiego jazzowego kompozytora i pianistę Bobby'ego (Roberta) Troupa w 1946. Pełny tytuł brzmi (Get Your Kicks On) Route 66. Poświęcony jest podróży do Kalifornii słynną w tych czasach amerykańską drogą nr 66, łączącą Chicago z Los Angeles w Kalifornii. Tytuł został zasugerowany przez żonę Troupa, Cynthię, towarzyszącą mu w podróży.
Tekst utworu w języku angielskim stanowi swojego rodzaju mały "dziennik podróży" po drodze 66, wymieniając niektóre miasta - przystanki po drodze. Wymienione w utworze są: St. Louis i Joplin w stanie Missouri, Oklahoma City w stanie Oklahoma, Amarillo w stanie Teksas, Gallup w stanie Nowy Meksyk, Flagstaff, Winona i Kingman w stanie Arizona oraz Barstow i San Bernardino w Kalifornii.
Pierwszym wykonawcą "Route 66" stał się Nat King Cole; był to jeden z jego większych przebojów. Utwór ten był następnie nagrywany przez wielu wykonawców (do 1998 naliczono ich ponad 90). Wśród nich byli między innymi Chuck Berry i Bing Crosby. Jedno z bardziej znanych stało się wykonanie utworu "Route 66" przez zespół The Rolling Stones w początkowym okresie ich kariery w 1964. W bardziej współczesnych czasach, "Route 66" został nagrany m.in. przez zespół Depeche Mode.